# Công chúa Đô la Mỹ

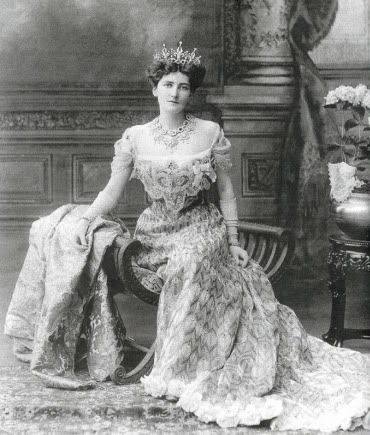
Mary Victoria Leiter, một nữ thừa kế người Mỹ, vợ của George Curzon, Hầu tước Curzon thứ 1 xứ Kedleston, từng là Phó vương phi Ấn Độ.

Công chúa Đô la Mỹ (tiếng Anh: American Dollar princess) là thuật ngữ chỉ những nữ thừa kế người Mỹ giàu có vào cuối thế kỷ 19 và đầu thế kỷ 20 kết hôn với những gia đình châu Âu có tước hiệu, do đó dùng sự giàu có để có được địa vị quý tộc.
Theo một cuốn sách có tên Titled Americans (tạm dịch: Những người Mỹ có Tước hiệu) (1915), đã có 454 cuộc hôn nhân giữa phụ nữ Mỹ trong Thời đại Mạ vàng và Thời đại Tiến bộ và các quý tộc châu Âu. Thư viện Quốc hội tuyên bố trong một tài liệu hướng dẫn tham khảo rằng "Những nữ thừa kế Mỹ đã kết hôn với hơn một phần ba Viện Quý tộc." The Spectator tuyên bố rằng trong số các cuộc hôn nhân của những nữ thừa kế này thì có 102 cuộc hôn nhân là với giới quý tộc Anh, trong đó có "sáu vị công tước".

## Bối cảnh
Sau cuộc Suy Thoái Kéo Dài từ năm 1873 đến năm 1880, nhiều gia đình quý tộc Anh lâm vào cảnh khốn khó khi tài chính của họ vốn phụ thuộc nhiều vào nông nghiệp, lại gặp phải cảnh mất mùa bảy năm liên tiếp. Trong khi đó, ở bên kia Đại Tây Dương, giới nhà giàu mới nổi ở Mỹ lại sở hữu khối tài sản kếch xù, thế nhưng vì có xuất thân hàn vi, nên họ khao khát có mối liên hệ với giới quý tộc. Những điều này đã tạo nên một hiện tượng là những cuộc hôn nhân của giới quý tộc và các nữ thừa kế giàu có Mỹ, hay còn gọi là Công chúa Đô la Mỹ.

## Cuộc sống của các Công chúa Đô la Mỹ sau khi kết hôn
Các cuộc hôn nhân giữa các quý tộc Anh và nữ thừa kế người Mỹ đã đem lại lợi ích cho cả đôi bên. Vị thế của những gia đình giàu có mới nổi ở Mỹ được củng cố, và các gia đình quý tộc Anh có được khoản tiền khổng lồ từ các nàng dâu Mỹ để tiếp tục lối sống quý tộc của mình. Hiện tượng kinh tế xã hội này đã bơm hàng tỷ bảng vào nền kinh tế Anh, trong đó, chỉ với của hồi môn của các nữ thừa kế Mỹ đã có giá trị tương đương với 25 tỷ đô la, và dòng máu Mỹ đã hòa trộn vào giới quý tộc.
Thế nhưng, ở nơi xa lạ, cuộc sống của phần lớn các Công chúa Đô la Mỹ lại không hề hạnh phúc. Vốn có cuộc sống đầy tiện nghi ở Mỹ, các nàng dâu Mỹ buộc phải thích nghi với lối sống theo kiểu xưa cũ ở Anh. Họ phải ở trong những ngôi nhà tối tăm, ảm đạm, lạnh lẽo đã được xây từ những thế kỷ trước và cần được sửa chữa, việc tắm rửa phải do người hầu chuẩn bị. Và trước những cố gắng cải thiện những ngôi nhà đó, họ gặp phải sự mỉa mai và khinh thường. Giới quý tộc chế nhạo các "Công chúa Đô la Mỹ" vì gốc gác phi quý tộc và nỗ lực tự làm mọi thứ của họ. Nhiều ông chồng cũng chỉ coi cuộc hôn nhân với các nữ thừa kế Mỹ là vì lợi ích và tìm kiếm niềm vui ở tình nhân. Trớ trêu thay, khi cha mẹ của các nữ thừa kế Mỹ đã bỏ rất nhiều tiền để con gái trở thành một phần của giới quý tộc để rồi kết quả nhận lại được là sự khinh bỉ dành cho các cô con gái ấy.

## Một số Công chúa Đô la Mỹ

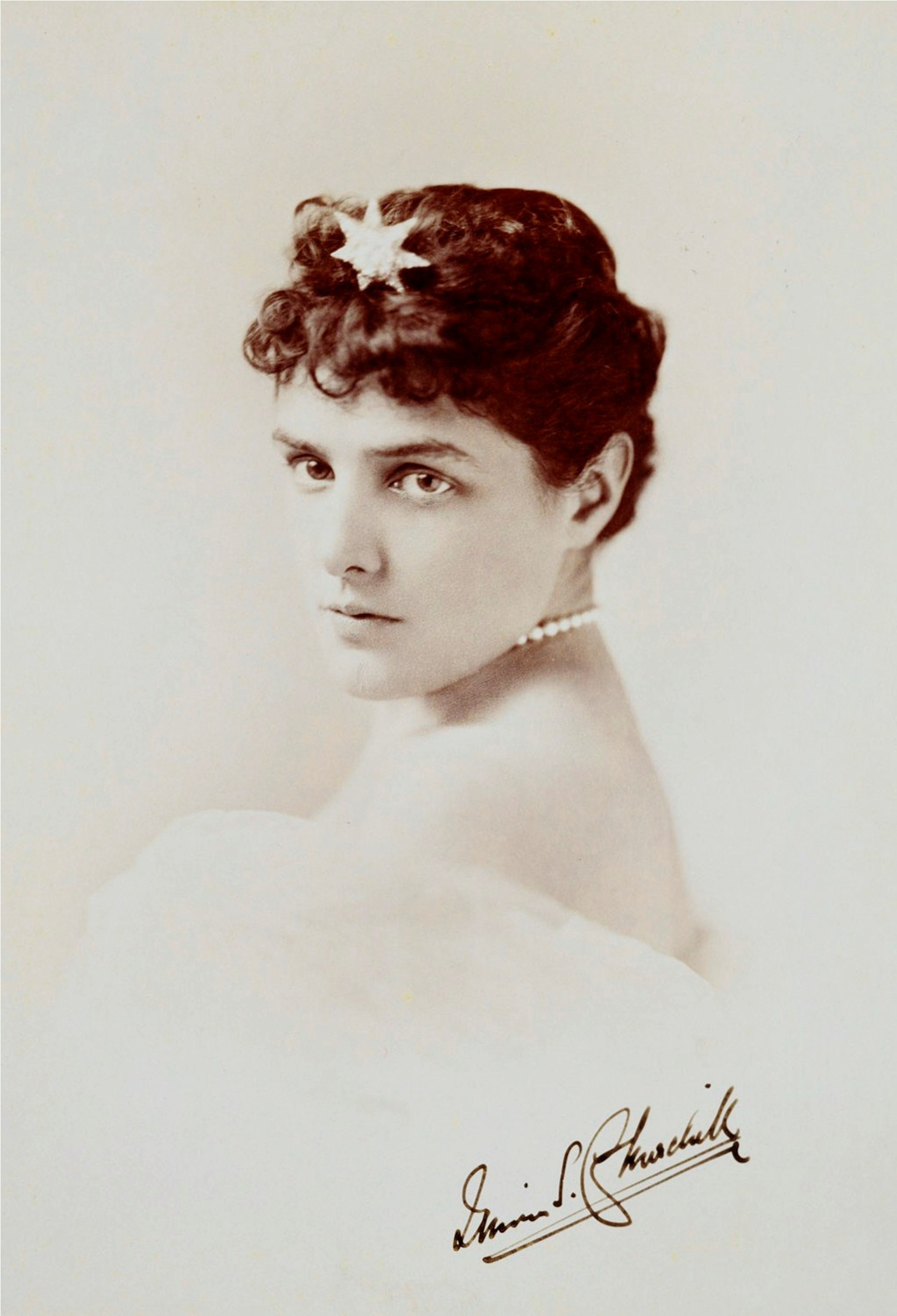
Jennie Jerome, sau này là mẹ của Winston Churchill

- Jeanette "Jennie" Jerome, con gái của Leonard Jerome, kết hôn với Randolph Spencer-Churchill, con trai thứ ba của John Spencer-Churchill, Công tước thứ 7 xứ Marlborough, vào năm 1874. Cuộc hôn nhân của Jeanette đã mở đầu cho những cuộc hôn nhân giữa các quý tộc Anh và Công chúa Đô la Mỹ sau đó. Lord và Lady Randolph Churchill cũng là cha mẹ của Winston Churchill.[2][3][1][6]
- Mary "Minnie" Stevens, con gái của Paran Stevens, kết hôn với Tướng Arthur Paget, con trai cả của Lord Alfred Paget và là cháu trai của Henry Paget, Hầu tước thứ 1 xứ Anglesey, vào năm 1878.[2][3]
- Frances Ellen Work kết hôn với James Roche (sau này là Nam tước Fermoy thứ 3), con trai thứ hai của Edmond Roche, Nam tước Fermoy thứ 1, vào năm 1880. Hai người là ông bà cố ngoại của Diana Spencer, Vương phi xứ Wales.[7][1]
- Mary Victoria Leiter, con gái của Levi Leiter, kết hôn với Hon. George Curzon (sau này là Hầu tước Curzon thứ 1 xứ Kedleston), con trai cả của Alfred Curzon, Nam tước Scarsdale thứ 4, vào năm 1895. Sau khi được chồng bổ nhiệm làm Phó vương Ấn Độ vào năm 1899, Mary trở thành Phó vương phi của Ấn Độ, trở thành người phụ nữ gốc Mỹ có địa vị cao nhất trong lịch sử Đế quốc Anh.[2][8][3][1]Consuelo Vanderbilt, Công tước phu nhân xứ Marlborough.

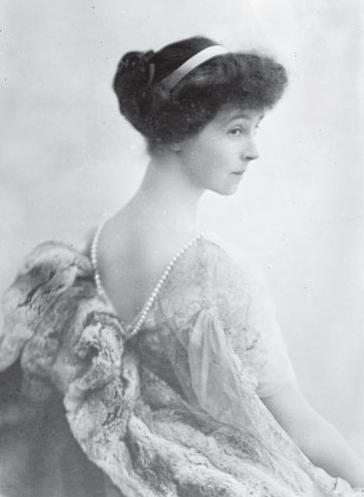
Consuelo Vanderbilt, Công tước phu nhân xứ Marlborough.

- Consuelo Vanderbilt, con gái của William Kissam Vanderbilt, kết hôn với Charles Spencer-Churchill, Công tước thứ 9 xứ Marlborough vào năm 1895.[9][1][10]
- Nancy Langhorne, con gái của Chiswell Langhorne, kết hôn với Waldorf Astor (sau này là Tử tước Astor thứ 2), con trai cả của William Waldorf Astor, Tử tước Astor thứ 1 và chắt của John Jacob Astor, vào năm 1897.[2][1]
- Mary Goelet, con gái của Ogden Goelet, kết hôn với Henry Innes-Ker, Công tước thứ 8 xứ Roxburghe vào năm 1903.[2][11]
- Alberta Sturges, con gái của William Sturges, kết hôn với George Montagu (sau này là Bá tước thứ 9 xứ Sandwich), con trai duy nhất của Chuẩn đô đốc Hon. Victor Montagu và cháu trai của John Montagu, Bá tước thứ 7 xứ Sandwich, vào năm 1905.[2]
- Margaretta Drexel, con gái của Anthony Joseph Drexel, kết hôn với Guy Finch-Hatton, Tử tước Maidstone (sau này là Bá tước thứ 14 xứ Winchilsea và Bá tước thứ 9 xứ Nottingham), con trai cả của Henry Finch-Hatton, Bá tước thứ 13 xứ Winchilsea, vào năm 1910.[2]

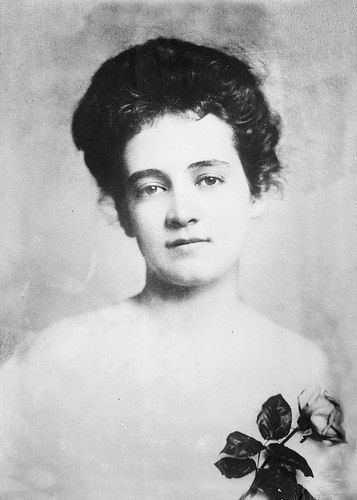
Nonnie May Stewart, một góa phụ người Mỹ, sau trở thành Vương tức Hy Lạp và Đan Mạch.

- Vào đầu những năm 1920, một góa phụ giàu có tên là Nonie May Stewart, sinh ở Ohio, đã kết hôn với em trai của Quốc vương Hy Lạp và được cải tên thành Anastasia. Nonie May được mô tả là người đấu tranh với khuôn mẫu về các nàng Công chúa Đô la Mỹ.[12][13]
- Một bản tin năm 1928 cho rằng một Công chúa Đô la Mỹ không nêu tên có thể là sự lựa chọn cuối cùng trong danh sách những nàng dâu tiềm năng dành cho Boris III của Bulgaria.[14]
- Consuelo Yznaga, một nữ thừa kế người Cuba, kết hôn với George Montagu, Tử tước Mandeville và là nguồn cảm hứng cho The Buchaneers của Edith Wharton. Consuelo trở thành Công tước phu nhân xứ Manchester khi chồng bà kế vị vào tháng 3 năm 1890.[2][3]

## Trong tiểu thuyết
Cụm từ Công chúa Đô la Mỹ dường như thường xuất hiện như một ẩn dụ trong tiểu thuyết, chẳng hạn như trong Tregarthen (1896) của Georgina Shute:
With Coventry so expensive a man, and Algernon's debts always coming to be paid off, and the girls unmarried, I can assure you that we are awfully poor ourselves. I may tell you, in confidence, strict confidence, that I often dare not send Madame Elise's bills to the earl! But you must must try, my dear. We must look out for an American dollar princess for you. They expect a title, certainly, in general, but we must hope.

| “ | Với một người đàn ông đắt giá như Coventry, và những khoản nợ của Algernon luôn được trả hết, và những thiếu nữ chưa chồng, tôi dám chắc rằng chúng ta đã rất là túng thiếu. Tôi phải nói riêng với cậu, hết sức thầm kín, rằng tôi không dám gửi hóa đơn của Quý bà Elise cho ngài bá tước! Nhưng cậu phải cố gắng chàng trai à. Chúng ta phải tìm kiếm một nàng Công chúa Đô la Mỹ cho cậu. Các nàng trông đợi tước vị, chắc chắn là thế, nói chung là, chúng ta phải hy vọng. | ” |

Một bài đánh giá sách năm 1920 mô tả một cuốn tiểu thuyết mới là "cốt truyện đơn giản, chủ yếu xoay quanh cuộc đấu tranh của hai cô gái giàu có, một Công chúa Đô la Mỹ thô tục và một quý cô xứ Lancashire quyến rũ, nhằm giành lấy tình yêu của một Tòng Nam tước kiêm nông dân trẻ, người trung thành với tôn giáo cũ giống như tổ tiên của mình."
The Buccaneers, một cuốn tiểu thuyết năm 1938 của Edith Wharton, được lấy bối cảnh từ thời kỳ của các cô Công chúa Đô la Mỹ.
Bài đánh giá của tờ Library Journal năm 2023 về một tựa sách trong loạt tiểu thuyết lãng mạn "Gilded Age Heiresses" (tạm dịch: "Những nữ thừa kế Thời kỳ Mạ vàng") đã mô tả về một "Công chúa Dollar" người Mỹ Camille, hiện là Thái Công tước phu nhân xứ Hereford sau khi người chồng tệ hại qua đời, đã quyết định nhờ Jacob Thorne, đồng sở hữu một câu lạc bộ khét tiếng và là con trai ngoài giá thú của một bá tước, giúp bản thân khám phá xem liệu mình có thể tìm thấy khoái cảm với một người đàn ông hay không."